# Indische Cricket-Nationalmannschaft in Neuseeland in der Saison 2013/14
Die Tour der indischen Cricket-Nationalmannschaft nach Neuseeland in der Saison 2013/14 fand vom 19. Januar bis zum 18. Februar 2013 statt. Die internationale Cricket-Tour war Bestandteil der Internationalen Cricket-Saison 2013/14 und umfasste zwei Tests und fünf ODIs. Neuseeland gewann die Test-Serie mit 1–0, und die ODI-Serie 4–0. Die Tests waren Bestandteil der ICC Test Championship und die ODIs Bestandteil der ICC ODI Championship.

## Vorgeschichte
Neuseeland bestritt zuvor eine Tour gegen die West Indies, Indien in Südafrika. Das letzte Aufeinandertreffen der beiden Mannschaften bei einer Tour fand in der Saison 2010/11 in Indien statt.

## Stadien
Die folgenden Stadien wurden für die Tour als Austragungsort vorgesehen und am 10. September 2013 festgelegt.
| Stadion         | Stadt      | Kapazität | Spiele          |
| --------------- | ---------- | --------- | --------------- |
| Eden Park       | Auckland   | 50.000    | 1. Test; 3. ODI |
| Seddon Park     | Hamilton   | 10.000    | 2. & 4. ODI     |
| McLean Park     | Napier     | 22.500    | 1. ODI          |
| Basin Reserve   | Wellington | 13.000    | 2. Test         |
| Westpac Stadium | Wellington | 33.000    | 5. ODI          |

## Kaderlisten
Indien benannte seine Kader am 31. Dezember 2013. Neuseeland benannte seinen ODI-Kader am 15. Januar und seinen Test-Kader am 26. Januar 2014.
| Test | Test | ODI | ODI |
| Neuseeland | Indien | Neuseeland | Indien |
| --- | --- | --- | --- |
| - Brendon McCullum (K) - Corey Anderson - Trent Boult - Doug Bracewell - Peter Fulton - Tom Latham - James Neesham - Hamish Rutherford - Jesse Ryder - Ish Sodhi - Tim Southee - Ross Taylor - Neil Wagner - BJ Watling (wk) - Kane Williamson | - Mahendra Singh Dhoni (K, wk) - Ravichandran Ashwin - Shikhar Dhawan - Ravindra Jadeja - Zaheer Khan - Virat Kohli - Bhuvneshwar Kumar - Mohammed Shami - Ishwar Pandey - Cheteshwar Pujara - Ajinkya Rahane - Ambati Rayudu - Wriddhiman Saha - Ishant Sharma - Rohit Sharma - Murali Vijay - Umesh Yadav | - Brendon McCullum (K) - Corey Anderson - Hamish Bennett - Martin Guptill - Matt Henry - Mitchell McClenaghan - Nathan McCullum - Kyle Mills - Adam Milne - Jimmy Neesham - Luke Ronchi (wk) - Jesse Ryder - Tim Southee - Ross Taylor - Kane Williamson | - Mahendra Singh Dhoni (K, wk) - Varun Aaron - Ravichandran Ashwin - Stuart Binny - Shikhar Dhawan - Ravindra Jadeja - Virat Kohli - Bhuvneshwar Kumar - Amit Mishra - Mohammed Shami - Ishwar Pandey - Ajinkya Rahane - Suresh Raina - Ambati Rayudu - Ishant Sharma - Rohit Sharma |

## Tour Match
| 2. – 3. November Scorecard | Whangārei | New Zealand XI 262-9d (78) | – | Indians 313-7 (93) |
|                            |           | Remis                      |   |                    |

## One-Day Internationals

### Erstes ODI in Napier
| 19. Januar Scorecard | Napier | Neuseeland 292-7 (50)          | – | Indien 268 (48.4) |
|                      |        | Neuseeland gewinnt mit 24 Runs |   |                   |

### Zweites ODI in Napier
| 22. Januar Scorecard | Hamilton | Neuseeland 271-7 (42/42)                    | – | Indien 277-9 (42/42) |
|                      |          | Neuseeland gewinnt mit 15 Runs (D/L method) |   |                      |

### Drittes ODI in Queenstown
| 25. Januar Scorecard | Auckland | Neuseeland 314 (50) | – | Indien 314-9 (50) |
|                      |          | Unentschieden       |   |                   |

### Viertes ODI in Nelson
| 28. Januar Scorecard | Hamilton | Indien 278-6 (50)                             | – | Neuseeland 280-3 (48.1) |
|                      |          | Neuseeland gewinnt mit 7 Wickets (D/L method) |   |                         |

### Fünftes ODI in Wellington
| 31. Januar Scorecard | Wellington (WS) | Neuseeland 303-5 (50)          | – | Indien 216 (49.4) |
|                      |                 | Neuseeland gewinnt mit 87 Runs |   |                   |

## Tests

### Erster Test in Auckland
| 6. – 10. Februar Scorecard | Auckland | Neuseeland 503 (121.4) & 105 (41.2) | – | Indien 202 (60) & 366 (96.3) |
|                            |          | Neuseeland gewinnt mit 40 Runs      |   |                              |

### Zweiter Test in Wellington
| 14. – 18. Februar Scorecard | Wellington (BR) | Neuseeland 192 (52.5) & 680-8d (210) | – | Indien 438 (102.4) & 166-3 (52) |
|                             |                 | Remis                                |   |                                 |

## Statistiken
Die folgenden Cricketstatistiken wurden bei dieser Tour erzielt.
| Tests            | Tests      | Tests   | Tests   | Tests   | Tests   | Tests   | Tests   | Tests   |
| Batting          | Batting    | Batting | Batting | Batting | Batting | Batting | Batting | Batting |
| Spieler          | Mannschaft | Spiele  | Innings | Runs    | Average | HS      | 100s    | 50s     |
| ---------------- | ---------- | ------- | ------- | ------- | ------- | ------- | ------- | ------- |
| Brendon McCullum | Neuseeland | 2       | 4       | 535     | 133,75  | 302     | 2       | 0       |
| Shikhar Dhawan   | Indien     | 2       | 4       | 215     | 53,75   | 115     | 1       | 1       |
| Virat Kohli      | Indien     | 2       | 4       | 214     | 71,33   | 105*    | 1       | 1       |
| James Neesham    | Neuseeland | 1       | 2       | 170     | 170,00  | 137*    | 1       | 0       |
| Kane Williamson  | Neuseeland | 2       | 4       | 170     | 42,50   | 113     | 1       | 0       |
| Bowling          |            |         |         |         |         |         |         |         |
| Spieler          | Mannschaft | Spiele  | Overs   | Wickets | Average | BBI     | 5W      | 10W     |
| Ishant Sharma    | Indien     | 2       | 106     | 15      | 25,13   | 6/51    | 2       | 0       |
| Tim Southee      | Neuseeland | 2       | 78      | 11      | 23,81   | 3/38    | 0       | 0       |
| Neil Wagner      | Neuseeland | 2       | 69.4    | 11      | 24,54   | 4/62    | 0       | 0       |
| Trent Boult      | Neuseeland | 2       | 82.3    | 10      | 27,00   | 3/38    | 0       | 0       |
| Mohammed Shami   | Indien     | 2       | 99.5    | 10      | 35,10   | 4/70    | 0       | 0       |

| ODIs                 | ODIs       | ODIs    | ODIs    | ODIs    | ODIs    | ODIs    | ODIs    | ODIs    |
| Batting              | Batting    | Batting | Batting | Batting | Batting | Batting | Batting | Batting |
| Spieler              | Mannschaft | Spiele  | Innings | Runs    | Average | HS      | 100s    | 50s     |
| -------------------- | ---------- | ------- | ------- | ------- | ------- | ------- | ------- | ------- |
| Kane Williamson      | Neuseeland | 5       | 5       | 361     | 72,20   | 88      | 0       | 5       |
| Ross Taylor          | Neuseeland | 5       | 5       | 343     | 85,75   | 112*    | 2       | 2       |
| Virat Kohli          | Indien     | 5       | 5       | 291     | 58,20   | 123     | 1       | 2       |
| MS Dhoni             | Indien     | 5       | 5       | 272     | 68,00   | 79*     | 0       | 3       |
| Martin Guptill       | Neuseeland | 5       | 5       | 214     | 42,80   | 111     | 1       | 0       |
| Bowling              |            |         |         |         |         |         |         |         |
| Spieler              | Mannschaft | Spiele  | Overs   | Wickets | Average | BBI     | 5W      | 10W     |
| Mohammed Shami       | Indien     | 5       | 44      | 11      | 28,72   | 4/55    | 0       | 0       |
| Corey Anderson       | Neuseeland | 3       | 27.3    | 10      | 18,10   | 5/63    | 1       | 0       |
| Tim Southee          | Neuseeland | 4       | 38.4    | 8       | 28,12   | 4/72    | 0       | 0       |
| Mitchell McClenaghan | Neuseeland | 4       | 38      | 5       | 46,80   | 4/68    | 0       | 0       |
| Matt Henry           | Neuseeland | 1       | 10      | 4       | 9,50    | 4/38    | 0       | 0       |
| Kane Williamson      | Neuseeland | 5       | 10.3    | 4       | 17,75   | 2/19    | 0       | 0       |
| Kyle Mills           | Neuseeland | 3       | 29      | 4       | 31,75   | 2/35    | 0       | 0       |
| Varun Aaron          | Indien     | 3       | 23.1    | 4       | 40,75   | 2/60    | 0       | 0       |
| Bhuvneshwar Kumar    | Indien     | 5       | 44      | 4       | 59,75   | 1/38    | 0       | 0       |
| Ravindra Jadeja      | Indien     | 5       | 46      | 4       | 60,25   | 2/47    | 0       | 0       |

## Player of the Match
Als Player of the Match wurden die folgenden Spieler ausgezeichnet.
| Spiel   | Player of the Match |
| ------- | ------------------- |
| 1. ODI  | Corey Anderson      |
| 2. ODI  | Kane Williamson     |
| 3. ODI  | Ravindra Jadeja     |
| 4. ODI  | Ross Taylor         |
| 5. ODI  | Ross Taylor         |
| 1. Test | Brendon McCullum    |
| 2. Test | Brendon McCullum    |